# Overton (Texas)
Pour les articles homonymes, voir Overton.
Overton est une ville située en limite des comtés de Rusk et de Smith, au Texas, aux États-Unis,. La ville est fondée en 1873 et baptisée en référence au Major Frank Overton, un pionnier, propriétaire foncier.

## Démographie
Lors du recensement de 2010, la ville comptait une population de 2 554 habitants. Elle est estimée, en 2016, à 2 514 habitants.

### Source de la traduction
- (en) Cet article est partiellement ou en totalité issu de l’article de Wikipédia en anglais intitulé « Overton, Texas » (voir la liste des auteurs).